# Læsø Kunsthal
Læsø Kunsthal er en kunstinstitution beliggende i Østerby Havn på Læsø. De cirka 260 m2 udstillingsareal fordelt på to etager blev indviet 1. juli 2012. Udover den faste samling af Erik Sparres jernfigurer, er der hvert år skiftende udstillinger.
Siden 2012 har kunsthallen arrangeret Læsø Litteraturfestival.

## Historie
Det norsk-fødte par Jon Eirik Lundberg og Helene Høie (f. 1974) havde siden 2006 færdes på Læsø. De lejede den gamle smedje på havnen i Østerby Havn. Hvor der er bygget flere fiskeskibe, bl.a FN341 Aland og FN111 Charlotte. Efter en ombygning slog de 1. juli 2012 dørene op til kunsthallens første udstilling. I sommeren 2015 blev Læsø Kunsthal en selvejende institution.

## Udstillinger

### Fast samling
Kunsthallens faste samling blev erhvervet af Jon Eirik Lundberg i 2008. Den består af cirka 30 skulpturer i jern skabt af kunstner-smeden Erik Sparre (1936-2008). Det meste af samlingen er siden doneret til Den Selvejende Institution Læsø Kunsthal, og udgør institutionens grundkapital.
19. oktober 2018 indviede Læsø Kunsthal i Østerby Havn den syv meter høje skulptur "Vinduestårnet" af Per Kirkeby. "Vinduestårnet" blev Kirkebys sidste murstensværk, og den sammenfatter grundelementer fra alle hans tidligere murstensværker. Projektet blev virkeliggjort i et samarbejde mellem Per Kirkeby (død i maj 2018), Læsø Kunsthal, Læsø Kommune, lokalbefolkningen, samt fonde fra fastlandet.

### Udstillinger efter år
| År   | Kunstnere og udstilling |
| ---- | --- |
| 2012 | Alexander Thieme, maleri og installation, Peter og Jonas Lautrop, tegninger. |
| 2013 | Luca Berti, fotografiudstilling: "Læsø i det 21. århundrede". Gruppeudstilling: "The Nature Of Things". Till Verclas, Helene Høie, Steen Rasmussen, Martine Linge, Gorm Spaabæk. |
| 2014 | "Bestiarium"; separatudstilling med Morten Søndergaard. Hans Erik Krog: Billedkunst, 75-års jubilæumsudstilling. Eleonor Holst: Videokunst med musik af Max Käck. Asger Jorn på Læsø, fotoudstilling. |
| 2015 | "REBOUND", gruppeudstilling; med Katja Bjørn, Hartmut Stockter og Julie Bitsch. Performanceværket "Favn", af Katja Bjørn. "Den Anden Havn", installation på havet i Bouet, Læsø, og St. Jørgens Sø, København, af Till Verclas. |
| 2016 | Per Kirkeby, "Kirkeby på Læsø", separatudstilling. |
| 2017 | Gruppeudstilling, "Man skar benene af se hvide heste; Jørgen Haugen Sørensen og Det Kunstneriske Fællesskab". Med Jørgen Haugen Sørensen, Giovanni Meloni, Peter Lautrop, Eli Benveniste, Thomas Boberg, Morten Søndergaard, Gregers Nielsen. Gruppeudstillingen "Khora -Et Passageværk om Mellemrum i Landskabet". Med Amalie Smith, Astrid Savngren, Else Leirvik, Jacob Jessen, Ursula Nistrup. |
| 2018 | Per Kirkeby: Skulpturen "Vinduestårnet", Østerbyhavn. Officielt indviet 19. oktober. Udstilling: "Et Mayatempel på Læsø". Fotografier af Teit Jørgensen, originalværker af Per Kirkeby, værkfotos af Jens Lindhe. |
| 2019 | - |

## Læsø Litteraturfestival
Læsø Litteraturfestival startede i 2012 som et én-dags arrangement. Efter udvidelser af programmet over flere dage i 2014, 2015, 2016 og 2017, var festivalen i 2018 tilbage i den oprindelige form.

### Deltagere efter år
| År   | Deltagere |
| ---- | --- |
| 2012 | Thomas Boberg, Lars Frost, August Bovin Boberg, Niels Hav, Gordon Warmsley, Marianne Larsen. |
| 2013 | Klaus Rothstein, Ulf Karl Olov Nilsson, Marianne Larsen, Jens Blendstrup, Erling Kittelsen, Stine Pilgaard og Asger Schnack. |
| 2014 | Asger Schnack, Morten Chemnitz, Camilla Meyer, Morten Søndergaard, Terje Dragseth, Jonas Rasmussen, Lars Frost, Hilde Susan Jaegtnes. Performance ved Einar Nielsen. |
| 2015 | Peter Laugesen, Thomas Boberg, Pia Juul, Erling Kittelsen, Hanne Ørstavik, Cia Rinne, Jonas Rasmussen, Majse Aymo-Boot, Marianne Larsen, Christian Dorph, August Bovin Boberg, Simon Pasternak, Asger Schnack. Performance: William og Asger Kudahl. Antologi: "Oplæsninger", ISBN 978-87-91209-04-8, redigeret af Gita Pasternak. |
| 2016 | Audun Mortensen, Hanne Højgaard Viemose, Jesper Brygger, Ursula Scavenius, Sigurd Buch Christensen, Per Thörn, Joakim Vilandt, Nicolaj Stockholm (kun medvirkende i antologien). Performance: Susanne Jorn og Helen Davies. Anotologi: "Epoché", ISBN 978-87-91209-06-2. Poetisk Teater med stykket "Han - en Myte" og "Hun" skuespillerne: Mette Frank og Ulver Skuli Abildgaard Tekstbearbejdelse: Lene Henningsen og Juliane Preisler. |
| 2017 | "Vidne til Verden" Ved: Henrik Nordbrandt, Joanna Rzadkowska, Louise Kristensen, Hilde Susan Jaegtnes, Henrik Nordbrandt, Marianne Larsen, Marie Ladefoged, Søren E. Kristoffersen, Ole Perregaard. Koncert: J. E. Lundberg |
| 2018 | "Sprogets Natur" Ved: Ib Michael, Ursula Andkjær Olsen, Jesper Brygger, Jonas Rolsted, Joakim Vilandt, Rakel Haslund-Gjerrild, Siri Ranva Hjelm Jacobsen, Ted M. Granlund, Khashayar Naderehvandi. Noisemusik: Trodza |